# Eliason Barn
Pour les articles homonymes, voir Eliason et Barn (homonymie).
L'Eliason Barn est une grange américaine située dans le comté de Dickinson, au Kansas. Construite en 1915, elle a été frappée par la foudre puis reconstruite en 1917. Elle est inscrite au Registre national des lieux historiques depuis le 8 avril 2009.